# جمایران
جمایران روستایی است که در استان اردبیل، شهرستان اردبیل، بخش مرکزی، دهستان ارشق شرقی قرار دارد.جمایران یکی از قدیمی ترین بخش های دهستان ارشق شرقی است که چشمه های طبیعی آب یکی از جاذبه های گردشگری این روستا به شمار می‌رود.

## جمعیّت
بر اساس سرشماری سال ۱۳۸۵ جمعیت این روستا ۴۲۱ نفر با ۶۰ خانوار بوده‌ و تا سال ۱۳۹۹ این آمار به ۸۷ نفر با ۱۵ خانوار رسیده که نشان میدهد بیشتر اهالی این روستا به شهر ها کوچ کرده‌اند.